# Guilherme Garutti
Guilherme Gomes Garutti (Marília, 8 marzo 1994) è un calciatore brasiliano, difensore dell'Argeș Pitești.

## Carriera
Dopo aver giocato a lungo nelle serie minori del campionato brasiliano, il 15 settembre 2020 viene acquistato dal Mioveni, formazione della seconda divisione rumena, con il quale ha ottenuto la promozione in massima serie al termine della stagione 2020-2021.

## Statistiche

### Presenze e reti nei club
Statistiche aggiornate al 3 marzo 2022.
| Stagione        | Squadra         | Campionato      | Campionato | Campionato | Coppe nazionali | Coppe nazionali | Coppe nazionali | Coppe continentali | Coppe continentali | Coppe continentali | Altre coppe | Altre coppe | Altre coppe | Totale | Totale |
| Stagione        | Squadra         | Comp            | Pres       | Reti       | Comp            | Pres            | Reti            | Comp               | Pres               | Reti               | Comp        | Pres        | Reti        | Pres   | Reti   |
| --------------- | --------------- | --------------- | ---------- | ---------- | --------------- | --------------- | --------------- | ------------------ | ------------------ | ------------------ | ----------- | ----------- | ----------- | ------ | ------ |
| 2015            | Guarani         | A2/SP           | 6          | 0          |                 | -               | -               |                    | -                  | -                  |             | -           | -           | 6      | 0      |
| 2016            | Barretos        | A2/SP           | 12         | 0          |                 | -               | -               |                    | -                  | -                  |             | -           | -           | 12     | 0      |
| 2017            | Oeste           | A2/SP+B         | 14+1       | 1+0        | CB              | 2               | 0               |                    | -                  | -                  |             | -           | -           | 17     | 1      |
| 2018            | Anapolina       | PD/GO           | 15         | 1          |                 | -               | -               |                    | -                  | -                  |             | -           | -           | 15     | 1      |
| 2019            | Portuguesa      | A2/SP           | 6          | 1          |                 | -               | -               |                    | -                  | -                  |             | -           | -           | 6      | 1      |
| 2020            | Aparecidense    | PD/GO           | 6          | 0          |                 | -               | -               |                    | -                  | -                  |             | -           | -           | 6      | 0      |
| 2020            | Sertãozinho     | A2/SP           | 3          | 0          |                 | -               | -               |                    | -                  | -                  |             | -           | -           | 3      | 0      |
| 2020-2021       | Mioveni         | L2              | 16         | 3          | CR              | 0               | 0               |                    | -                  | -                  |             | -           | -           | 16     | 3      |
| 2021-2022       | Mioveni         | L1              | 25         | 1          | CR              | 1               | 0               |                    | -                  | -                  |             | -           | -           | 26     | 1      |
| Totale carriera | Totale carriera | Totale carriera | 104        | 7          |                 | 3               | 0               |                    | -                  | -                  |             | -           | -           | 107    | 7      |

## Palmarès

### Club

#### Competizioni nazionali
- Liga II: 1

Argeș Pitești: 2024-2025